# Petre S. Aurelian

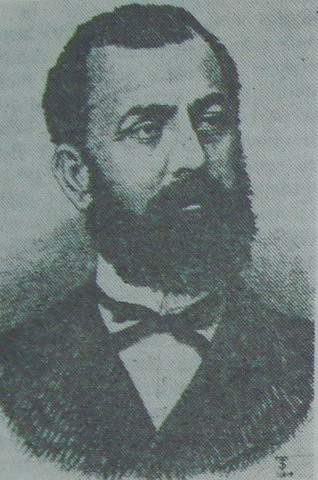
Petre S. Aurelian

Petre Sebeşanu Aurelian (* 13. Dezember 1833 in Slatina, Fürstentum Walachei, heute: Rumänien; † 24. Januar 1909 in Bukarest) war ein rumänischer Politiker der Nationalliberalen Partei (Partidul Național Liberal), der unter anderem zwischen 1896 und 1897 Ministerpräsident des Königreichs Rumänien war.

## Leben
Aurelian absolvierte seine schulische Ausbildung am Nationalkolleg „Sfântul Sava“ in Bukarest sowie ein Studium der Agrarwissenschaften am Institut national agronomique Paris-Grignon in Frankreich. Im Fürstentum Rumänien bekleidete er im ersten Kabinett von Ministerpräsident Ion C. Brătianu zwischen 1877 und 1878 den Posten als Minister für Landwirtschaft, Handel und öffentliche Arbeiten. Im Königreich Rumänien fungierte er im vierten Kabinett Brătianu von 1882 bis 1884 als Minister für Unterricht und Kultur (Ministru al Educației) sowie zuletzt zwischen 1887 und 1888 erneut als Minister für öffentliche Arbeiten (Ministru al Lucrărilor Publice). In dieser Zeit gehörte er zu den Mitgründern des zwischen 1885 und 1888 gebauten Bukarester Athenäums (Ateneul Român). Nachdem er als Nachfolger von Nicolae Filipescu von Oktober bis zu seiner Ablösung durch C. F. Robescu im Dezember 1895 kurzzeitig Bürgermeister von Bukarest war, fungierte er von 1895 bis 1896 als Präsident der Abgeordnetenkammer (Adunarea Deputaților).
Am 21. November 1896 löste Aurelian seinen Parteifreund Dimitrie Alexandru Sturdza als Ministerpräsident (Președinții Consiliului de Miniștri) des Königreichs Rumänien ab und bekleidete dieses Amt bis zum 26. März 1897, woraufhin Dimitrie Alexandru Sturdza wiederum sein eigener Nachfolger wurde. In seinem Kabinett bekleidete er zugleich die Ämter als Minister für Landwirtschaft, Industrie, Handel sowie Domänen und übernahm vom 19. bis 26. März 1897 zugleich kommissarisch den Posten als Außenminister. 1901 löste er Petru Poni als Präsident der am 1. April 1866 gegründeten Rumänischen Akademie (Academia Română) ab und übte dieses Amt bis 1904 aus, woraufhin Ioan Kalinderu seine Nachfolge antrat.
Im dritten Kabinett von Ministerpräsident Sturdza bekleidete er zunächst vom 14. Februar 1901 bis zum 18. Juli 1902 den Posten als Innenminister (Ministru de interne) sowie im Anschluss zwischen dem 18. Juli und dem 14. November 1902 erneut als Minister für Landwirtschaft, Industrie, Handel und Domänen. Danach übernahm er am 16. November 1902 von Eugeniu Stătescu erstmals das Amt als Präsident des Senats (Senatul) und verblieb in diesem bis zu seiner Ablösung durch Constantin Boerescu am 23. Dezember 1904. Am 9. Juni 1907 löste er wiederum Constantin Boerescu als Präsident des Senats ab bis zu seinem Tode am 24. Januar 1909, woraufhin Divisionsgeneral Constantin Budișteanu am 28. Januar 1909 sein Nachfolger wurde.
Der studierte Ökonom war ein profilierter Befürworter von Protektionismus, also dem Erheben von Schutzzöllen zur Förderung der heimischen Industrie. Als Vertreter der rumänischen Industrie setzte er sich entschieden gegen Freihandelsabkommen ein, wie beispielsweise jenes mit Österreich-Ungarn, und verband seine protektionistische „nationalkapitalistische“ Wirtschaftsideologie mit rumänischem Nationalismus.